# ایمیلنو (استان اشوی‌داشکسیه)
ایمیلنو (به لهستانی:  Imielno) یک روستا در لهستان است که در گمینا ایمیلنو واقع شده‌است. ایمیلنو ۳۰۰ نفر جمعیت دارد.